# Schuimlever
Een schuimlever is de lever van een rund, die door gasvorming na de dood van het dier schuimig is geworden. De oorzaak daarvoor zijn Clostridium-bacteriën, die zijn niet-pathogeen. Sporen daarvan zijn bij het grazen opgenomen, maar ontluiken pas bij een verlaagde zuurstofspanning, na het stilvallen van de ademhaling bij de dood van het dier.